# InterCity (Spanien)
InterCity (Kurzform IC) ist eine Zuggattung im Inlands-Fernverkehr, die in Spanien bis 2008 und seit 2012 wieder verwendet wurde.

## Bis 2008
Zuletzt wurde unter dieser Bezeichnung von RENFE nur noch die Linie vom Bahnhof Madrid Chamartín über Valladolid, Burgos, Miranda de Ebro und Vitoria-Gasteiz nach Irun an der französischen Grenze mit einem elektrischen Triebwagen der Baureihe 448 betrieben. Seit dem Fahrplanwechsel am 14. Dezember 2008 wird die Marke InterCity in Spanien nicht mehr verwendet. Der spanische Fernverkehr wird von RENFE heute hauptsächlich mit Hochgeschwindigkeitszügen der Marken AVE und Alvia sowie Nischenprodukten wie dem Euromed bewältigt.

## Seit 2012
Im Jahre 2012 belebte die renfe die Zuggattung Intercity wieder, sie dient nun als Zwitter zwischen Media Distancia und Larga Distancia, also ein Zwischenstück zwischen hochwertigem Regional- und Fernverkehr. Meistens kommen nun Züge der Baureihen 121, 449 und 599 zum Einsatz, aber auch lokbespannte Züge. Aus dem Fernverkehr wurden unter anderem die Züge der Kategorie Diurno in Intercity umgewandelt.